# مرغیلان
مَرغیلان یا مَرغینان (ازبکی: Marg‘ilon / Марғилон؛ روسی: Маргилан) شهری با جمعیت ۱۹۷٬۰۰۰ تن (در ۲۰۰۹ میلادی) در استان فرغانه در شرق ازبکستان است. در پهنای جغرافیایی ۱۶ '۲۸°۴۰ شمالی و درازای جغرافیایی ۲۹ '۴۳°۷۱ و در بلندای ۴۸۷ متر از سطح دریا جای دارد. جمعیت بزرگی از این شهر تاجیک هستند و به زبان فارسی سخن می‌گویند.
در افسانه‌های اروپایی آمده‌است که مرغیلان را اسکندر مقدونی ساخته‌است. در هنگام توقف برای ناهار به او مرغ و نان داده‌اند از این رو نام این شهر مرغینان نهاده شد. نگاشته‌های معتبرتر مرغیلان را یکی از توقفگاه‌های جادهٔ ابریشم در سدهٔ نهم میلادی یاد می‌کند که در کنار راهی است که از کوهستان آلای می‌گذرد و به کاشغر می‌رسد.
نوشته‌هایی دربارهٔ بابر پایه‌گذار دودمان مغول هندوستان از آغاز سدهٔ شانزدهم میلادی، از انارها و زردآلوهای بسیار خوب این شهر یاد کرده‌است.... شکارگاه‌های مرغیلان خوب است و در آن نزدیکی آهوی سفید یافت می‌شود. سَرت‌ها ساکنان این شهر‌اند. آنان مردمی چابک‌اند و با کارهای دستی روزگار می‌گذرانند. آیین جن‌گیری در فرارود بسیار رواج دارد و پرآوازه‌ترین جن‌گیرها از سمرقند، بخارا و مرغیلان‌اند. نویسندهٔ کتاب هدایت (برهان‌الدین علی بن ابوبکر مرغیلانی) از یکی از روستاهای مرغیلان به نام رِشتان یا رَشتان برخاسته‌است. این آوازهٔ سخت‌کوشی تا روزگار کنونی ادامه یافته‌است. بازرگانان مرغیلان نقشی کلیدی در بازرگانی آسیای میانه بازی می‌کردند و تا روزگار شوروی مرغیلان قلب بازار سیاه ازبکستان بوده‌است. اکنون مرغیلان مرکز نیرومند اسلام‌گرایی است.

## اقتصاد
این شهر جایگاه بزرگ‌ترین کارخانهٔ سنتی ابریشم ازبکستان است که کارخانهٔ ابریشم یادگارلیک نام دارد. ۲٬۰۰۰ کارگر دارد و همه چیز به شکل سنتی انجام می‌شود و بازدهی سالانهٔ آن ۲۵۰٬۰۰۰ متر مربع پارچهٔ ابریشمی مرغوب است.
کارخانهٔ همسایهٔ مرغیلان ۱۵٬۰۰۰ کارگر دارد و از دستگاه‌های نوین بهره می‌گیرد و سالانه ۲۲ میلیون متر مربع پارچه تولید می‌کند. آگاهی درستی دربارهٔ زمان ورود تولید ابریشم به درهٔ فرغانه در دست نیست، ولی می‌دانیم که مرغیلان از روزگار باستان دارای صنعت ابریشم بوده‌است.

## جاهای دیدنی و اصلی
- مدرسهٔ سید احمد خواجه - مدرسه‌ای از سدهٔ ۱۹ میلادی
- مسجد تاران - مسجدی کوچک از سدهٔ ۱۹ میلادی به سبک فرغانه
- تندیسی از رقصندهٔ شوربخت ازبکستانی نورخان که در روزگار شوروی ساخته و نصب شد ولی اندکی پس از فروپاشی جمهوری شوروی سوسیالیستی ازبکستان در ۱۳۷۰ ه‍.خ برداشته شد.[۲]